# Jeanne Flanagan
Jeanne Ann Flanagan (New Haven (Connecticut) 8 mei 1957) is een Amerikaans roeister.
Flanagan won tijdens de wereldkampioenschappen 1979 de bronzen medaille in de acht. Aan de Olympische Zomerspelen 1980 in Moskou kon Flanagan vanwege de door president Jimmy Carter afgekondigde boycot niet deelnemen.
In 1981 won Flanagan de zilveren medaille in de acht tijdens de wereldkampioenschappen.
Tijdens de Olympische Zomerspelen 1984 in eigen land won Flanagan de gouden medaille in de acht.

## Resultaten

### Olympische Zomerspelen
| Jaar | Plaats      | Resultaten |
| ---- | ----------- | ---------- |
| 1984 | Los Angeles | in de acht |

### Wereldkampioenschappen roeien
| Jaar | Plaats     | Resultaten    |
| ---- | ---------- | ------------- |
| 1979 | Bled       | in de acht    |
| 1981 | München    | in de acht    |
| 1985 | Hazewinkel | 4e in de acht |

1976: Goretzki & Knetsch & Richter & Ahrenholz & Kallies & Ebert & Lehmann & Müller & Wilke ·
1980: Boesler & Neisser & Köpke & Schütz & Kühn & Richter & Sandig & Metze & Wilke ·
1984: O'Steen & Metcalf & Bower & Graves & Flanagan & Norelius & Thorsness & Keeler & Beard ·
1988: Strauch & Zeidler & Haacker & Wild & Kluge & Schröer & Balthasar & Stange & Neunast ·
1992: Barnes & Taylor & Delehanty & Crawford & McBean & Worthington & Monroe & Heddle & Thompson ·
1996: Tănase & Cochelea & Gafencu & Spîrcu & Olteanu & Lipă & Popescu & Ignat & Georgescu ·
2000: Damian & Susanu & Olteanu & Cochelea & Dumitrache & Lipă & Gafencu & Ignat & Georgescu ·
2004: Florea & Susanu & Bărăscu & Papuc & Gafencu & Lipă & Damian & Ignat & Georgescu ·
2008: Cafaro & Cummins & Davies & Francia & Goodale & Lind & Logan & Shoop & Whipple ·
2012: Cafaro & Francia & Lofgren & Ritzel, Musnicki & Logan & Lind, Davies & Whipple ·
2016: Elmore & Gobbo & Logan & Musnicki, Polk & Regan & Schmetterling & Simmonds & Snyder ·
2020: Roman & Gruchalla-Wesierski & Roper & Proske & Grainger & Mailey & Payne & Wasteneys & Kit ·
2024: Rusu & Anghel & Bodnar & Lehaci & Adam & Bereș & Vrînceanu & Radiș & Petreanu